# سيغفريد هورن
سيغفريد هورن (بالإنجليزية: Siegfried Horn)‏ هو عالم عقيدة أمريكي، ولد في 17 مارس 1908 في فورتسن في ألمانيا، وتوفي في 28 نوفمبر 1993.